# قاعدة فليمنغ لليد اليسرى
قاعدة اليد اليسرى لفليمنغ (بالإنجليزية: Fleming's left hand rule)‏ تُستخدم في المحرك الكهربائي لتحديد اتجاه القوة المحركة لموصِّل يمُرُّ به تيار ويقطع خطوط مجال مغناطيسي.

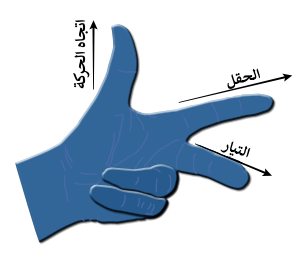
السبابة تشير إلى اتجاه المجال المغناطيسي، والوسطى تشير إلى اتجاه التيار، والابهام يُشير إلى اتجاه الحركة الناتجة.

لكي تستخدم هذه القاعدة بشكل صحيح يجب أن يكون كل من الإبهام والسبابة والوسطى متعامداً على بعضهما البعض كما بالشكل المجاور:
- الإبهام باتجاه الحركة الناتجة Motion Thrust.
- السبابة باتجاه المجال المغناطيسي (من الشمال نحو الجنوب) Magnetic Field.
- الوسطى تشير إلى اتجاه التيار الكهربي (من الموجب إلى السالب) Electric Current.